# Station Zubki Białostockie
Station Zubki was een spoorwegstation in de Poolse plaats Zubki Białostockie.